# Pycreus longistolon
Pycreus longistolon är en halvgräsart som först beskrevs av Albert Peter och Georg Kükenthal, och fick sitt nu gällande namn av Diana Margaret Napper. Pycreus longistolon ingår i släktet Pycreus och familjen halvgräs.
Artens utbredningsområde är Tanzania.

## Underarter
Arten delas in i följande underarter:
- P. l. atrofuscus
- P. l. longistolon